# Joe Keaton
Joseph Hallie Keaton (Terre Haute, 6 de julho de 1867 - Ventura, 13 de janeiro de 1946) foi um artista de vaudeville americano e ator de cinema mudo. Ele era o pai do ator Buster Keaton e apareceu com seu filho em vários filmes.

## Vida e carreira
Keaton nasceu ao sul de Terre Haute, filho de Libbie Jane e Joseph Francis Keaton IV. Saindo de casa em 1889, o ano do Land Rush, ele se estabeleceu no território de Oklahoma por um tempo, assegurando uma reivindicação de três milhas e meia perto de Edmond. Alguns meses após a residência de Keaton, o fazendeiro vizinho (um canadense de quem Keaton fez amizade em sua jornada compartilhada para o oeste) foi assassinado e parcialmente enterrado por um posseiro; o corpo foi posteriormente descoberto e "a justiça foi feita" ao assassino por Keaton e um grupo de três ou quatro homens.
Em 31 de maio de 1894, Joe Keaton fugiu com Myra Edith Cutler, que ficou conhecida como Myra Keaton. Myra se apresentou com Joe em um ato de vaudeville chamado Two Keatons. O primeiro filho de Joe e Myra foi Joseph Frank Keaton, que ficou conhecido como o ator do cinema mudo Buster Keaton; seus outros filhos eram Harry Keaton e Louise Keaton.
Quando Buster tinha apenas alguns anos, ele se juntou ao ato, que se tornou os Três Keatons. Com o passar dos anos, Joe Keaton tornou-se alcoólatra; quando Buster tinha 21 anos, Myra o deixou, levando Buster com ela. No entanto, depois que Buster obteve sucesso no cinema mudo, ele apoiou Joe e deu a ele pequenos papéis em vários filmes. Myra e Joe se reuniram, mas acabaram se separando novamente. Ele morou sozinho em um hotel de Hollywood por muitos anos. Ele parou de beber com a ajuda de uma namorada que era Cientista Cristã.

## Morte
Joe Keaton morreu em 13 de janeiro de 1946, em sua casa em Hollywood após uma longa doença, segundo o New York Times. No entanto, Buster disse mais tarde que foi atropelado por um carro, e os registros estaduais de óbitos mostram que ele morreu em Ventura. Ele foi enterrado no Cemitério de Inglewood em Inglewood, Califórnia.

## Filmografia
| Ano  | Filme               | Função                            | Notas                        |
| ---- | ------------------- | --------------------------------- | ---------------------------- |
| 1917 | Um Herói do País    | Cy Klone, proprietário da garagem | Baixo                        |
| 1918 | Oeste               | homem no trem                     | Baixo                        |
| 1918 | The Bell Boy        | Hóspede                           | Baixo                        |
| 1920 | Condenado 13        | Prisioneiro                       | Baixo                        |
| 1920 | O espantalho        | Agricultor                        | Curto, sem créditos          |
| 1920 | Vizinhos            | O pai dele                        | Baixo                        |
| 1922 | A casa elétrica     | O pai de Buster no prólogo        | Curto, sem créditos          |
| 1922 | Daydreams           | O pai das meninas                 | Curto, sem créditos          |
| 1923 | Our Hospitality     | O engenheiro                      |                              |
| 1924 | Sherlock Jr.        | O pai dela                        |                              |
| 1925 | Vá para Oeste       | homem na barbearia                | Não creditado                |
| 1926 | The General         | União Geral #1                    |                              |
| 1928 | Steamboat Bill, Jr. | barbeiro                          | Não creditado                |
| 1935 | Palooka de Paducah  | Pa Diltz                          | Curta (papel final do filme) |

Foi anunciado que Joe Keaton interpretaria um repórter da corte em Evelyn Prentice (1934), mas sua aparição real no filme não pode ser confirmada.